# Вільнянський Соломон Йосипович
Соломон Йосипович Вільнянський (4, 14 або 15 травня 1885, Павлоград — 18 жовтня 1966, Харків) — радянський вчений-правознавець, спеціаліст в галузі приватного права. Професор (1938), доктор юридичних наук (1947). Заслужений діяч науки та техніки Української РСР.
Практично все життя присвятив роботі в Харківському юридичному інституті (зараз Національний юридичний університет імені Ярослава Мудрого), де був завідувачем і професором кафедри цивільного права, заступником директора з навчальної та наукової роботи. З 1948 по 1950 рік виконував обов'язки директора цього вишу.

## Життєпис
Соломон Вільнянський народився за різними даними 4, 14 або 15 травня 1885 року (всі три дати за старим стилем) в Павлограді Катеринославської губернії. З 1904 по 1906 роки навчався в Женевському університеті. У 1910 році закінчив юридичний факультет Харківського університету. У 1912 році зайнявся адвокатський діяльністю в Харкові. Деякий час в 1917—1918 році трудився в редакції видання «Извѣстія». У 1918 році почав працювати в Народному комісаріаті юстиції Української РСР на посаді консультанта.
У перших числах вересня 1920 року Соломону Йосиповичу надійшла пропозиція стати викладачем на правовому факультеті новоствореного Харківського інституту народного господарства, і незабаром він став працювати в цьому виші. У 1923 році, ще бувши викладачем, він опублікував свої перші наукові праці, в яких виклав правові аспекти проблематики житлового наймання та будівництва. Одночасно з цим активно займався науково-практичною діяльністю: він брав участь у написанні Цивільного кодексу Української РСР 1922 року і Цивільно-процесуального кодексу Української РСР 1924 року.
Через вісім років роботи у виші обійняв посаду професора. На цій посаді займався, зокрема, дослідженням правового аспекту усуспільненої частини народного господарства. Після реорганізації Харківського інституту народного господарства і створення Всеукраїнського (потім — Харківського) інституту радянського будівництва і права, зайняв в останньому посаду професора, А після його реорганізації в Харківський юридичний інститут (ХЮІ) в 1937 році очолив кафедру цивільного права (1938—1940). 17 листопада 1938 року Вільнянському було надано вчене звання професора. Одночасно з науково-педагогічною роботою він займався адміністративною. Так, у 1937—1938 роках він був помічником завідувача навчальної частини ХЮІ з науково-методичної роботи, а також в довоєнний період був заступником директора ХЮІ з навчальної та наукової роботи.
З початком Німецько-радянської війни у серпні 1941 року низка професорів Харківського юридичного інституту були переведені на роботу до різних юридичних вишів СРСР, які перебували далеко від лінії фронту. Дані про професора Вільнянського в цей період різняться. Згідно з одними джерелами він працював в Казанському юридичному інституті, де обіймав посади професора (1941—1942) та завідувача кафедри цивільного права (1942—1944), а також заступника директора з наукової та навчальної роботи (1942—1944). Згідно з іншими він був направлений до Саратовського юридичного інституту, а в жовтні 1943 році повернувся до Харкова, ставши першим викладачем ХЮІ, який повернувся з евакуації. Ще одні джерела стверджують, що Вільнянський викладав у Казанському юридичному інституті до 1943 року, а завершив працювати в ньому в 1944 році та в січні того ж року повернувся до Харкова.
Після повернення з евакуації Соломон Йосипович знову обійняв посаду заступника директора з навчальної та наукової частини та завідувача кафедри цивільного процесу «рідного» вишу. У повоєнні роки поряд з іншими керівниками Харківського юридичного інституту активно брав участь у відновленні навчального закладу. У квітні 1947 року у Всесоюзному інституті юридичних наук Соломон Йосипович захистив дисертацію на здобуття вченого ступеня доктора юридичних наук на тему «Судова практика (до питання про джерела права)» (рос. Судебная практика (к вопросу об источниках права)). Відповідний науковий ступінь був присвоєний йому того ж року. У 1948 році він вступив до ВКП (б) і тоді ж був призначений виконуючим обов'язки директора Харківського юридичного інституту (продовжував ним залишатися до 1950 року). Одночасно керував роботою студентського гуртка на кафедрі цивільного права.
У 1950 році став завідувачем кафедри цивільного права ХЮІ. У 1957 році С. І. Вільнянський був включений до складу редакційної колегії новоствореного журналу «Известия высших учебных заведений. Правоведение». З 1960 року він був професором кафедри цивільного права ХЮІ.
Соломон Йосипович Вільнянський помер 8 жовтня 1966 року в Харкові.

## Підготовка вчених і спеціалістів
Соломон Вільнянський став науковим керівником для майже 20 кандидатів юридичних наук. Серед науковців, які під його керівництвом захистили свої кандидатські дисертації Василь Маслов (1951), Олександр Пушкін (1952) і Олексій Немков (1964). Також він був офіційним опонентом на захисті дисертації у Олексія Рябова (1962) і Зиновія Соколовського (1949).
Радянський партійний та український політичний діяч Георгій Крючков схарактеризував своїх інститутських наставників, які для нього були прикладами для наслідування, в число яких входив і Соломон Йосипович, як принципових людей, які не піддавалися кон'юнктурі, а жили за законом і по совісті.
На думку укладачів книги «Страницы Харьковской цивилистики», для Соломона Вільнянського була характерна «справжня наукова хоробрість», керуючись якою вчений обирав напрямки діяльності та давав рішення на поставленні завдання.
Хоча наукова діяльність Вільнянського була присвячена різним аспектам цивільного права, його більше всього цікавили цивільно-правові норми, їх створення, тлумачення та застосування.

## Нагороди
Соломон Йосипович був удостоєний наступних нагород:
- Почесне звання «Заслужений діяч науки і техніки Української РСР»;
- Медаль «За доблесну працю у Великій Вітчизняній війні 1941—1945 рр.»;
- Почесна грамота Президії Верховної Ради УРСР (Указ Президії Верховної Ради Української РСР від 8 лютого 1946) — «За заслуги в галузі юридичних наук»[21].